# Списак томова серије Борбени анђео Алита
Мангу Борбени анђео Алита написао је и илустровао Јукито Киширо. Објављивала се од децембра 1990, до априла 1995. године у месечном сеинен часопису Business Jump, и поглавља су јој сакупљена у 9 танкобон тома.
Мангу је на српски превела издавачка кућа Чаробна књига.

## Списак томова
| - Борба 1: „Зарђали анђео” (錆びた天使 ) - Борба 2: „Борбени дух” (戦いの血 ) - Борба 3: „Вредности” (価値あるもの ) - Борба 4: „Препород” (甦る狂戦士 ) - Борба 5: „Уточиште у Одводу” (奈落の罠 ) - Борба 6: „Борбени анђео” (戦う天使 ) |

| - Борба 7: „Сузе анђела” (天使の涙 Tenshi no Namida) - Борба 8: „Из ведра неба” (空を見た少年 Sora o Mita Shōnen) - Борба 9: „Гвоздена Девица” (鋼鉄の処女 Kōtetsu no Shojo) - Борба 10: „Кишни дани” (逃亡者ユーゴ Tōbōsha Yūgo) - Борба 11: „Грешни снови” (苦い夢 Nigai Yume) |

| - Борба 12: „Изнад неба” (雲の彼方 ) - Борба 13: „Смртоносни анђео” (殺戮の天使 ) - Борба 14: „Краљ краљева” (帝王謁見 ) - Борба 15: „Ради да би владао” (頭蓋骨勝負 ) - Борба 16: „Срце је једно” (ハートはひとつ ) - Борба 17: „Друга фаза” (挑戦者への道 ) |

| - Борба 18: „Лопта ратника” (舞闘祭 ) - Борба 19: „Црвена зона” (風の領域 ) - Борба 20: „Традиција” (夢を継ぐ者 ) - Борба 21: „Аутсајдер” (アウトサイダー ) - Борба 22: „Арс магна” (炎の中に立つ男 ) |

| - Борба 23: „Изгубљено јагње” (復讐の季節 ) - Борба 24: „Господар паса” (贖いのしらべ ) - Борба 25: „Лабораторија” (業のフラスコ ) - Борба 26: „Колапс” (崩壊 ) - Борба 27: „Жртвени јарац” (贖罪の山羊 ) - Борба 28: „Окршај” (激突 ) - Борба 29: „Лав и јагње” (強き者と弱き者のために ) |

| - Борба 30: „Судњи дан” (審判の日 ) - Борба 31: „Анђео смрти” (死の天使 ) - Борба 32: „Хероји са дивљег запада” (荒野の三人 ) - Борба 33: „Звер из пакла” (地獄の野獣 ) - Борба 34: „Земља издаје” (裏切りの大地 ) - Борба 35: „Чудотворац” (自由への道 ) |

| - Борба 36: „Уземљење” (空仰ぐ者等 ) - Борба 37: „Радио Х.А.О.С.” (荒野の歌人 ) - Борба 38: „Испод површине” (地底の渾沌 ) - Борба 39: „Оклопна невеста” (機甲花嫁 ) - Борба 40: „Рачвање” (訣別 ) - Борба 41: „Дуални човек” (生命の甘き果実 ) |

| - Борба 42: „Обећање” (最後のラジオ ) - Борба 43: „Завештање” (水辺の村で ) - Борба 44: „Чврсто стање” (獣の後継 ) - Борба 45: „Лудак” (狂気の一千の貌 ) - Борба 46: „Ратне хронике” (馬借戦記 ) - Борба 47: „Уробор 1” (夢と鋼 ) |

| - Борба 48: „Мождани удар” (脳プロブレム ) - Борба 49: „Уробор 2” (夢とハート ) - Борба 50: „Челични господар” (鋼鉄の主 ) - Борба 51: „Епитаф” (陽子崩壊 ) - Још једна борба: „Освајање Залема 1” (ザレム征服 ) - Још једна борба: „Освајање Залема 2” (ザレム征服 ) - Још једна борба: „Епилог” (エピローグ ) |